# Aeroporto di Piacenza-San Damiano
L'aeroporto di Piacenza-S.Damiano  (ICAO: LIMS) è un aeroporto militare situato nel comune di San Giorgio Piacentino, in prossimità della frazione San Damiano, a circa 15 km a sud di Piacenza. Dispone di una pista in asfalto lunga 2990 m, orientata RWY 12-30 e dotata del sistema PAPI.

## Storia
Allo scoppio della seconda guerra mondiale, a causa dei continui spostamenti del fronte delle battaglie, il 50º Stormo occupò il campo saltuariamente, fino al trasferimento definitivo, avvenuto nel 1941.
Dal 1942 al 1944, il campo venne utilizzato dalla Luftwaffe per l'addestramento dei suoi piloti. In questi anni esso fu ulteriormente ampliato e furono costruite nuove infrastrutture. La notte tra il 28 e 29 aprile 1943 fu teatro di un incidente aereo durante un'operazione di addestramento; un velivolo perse il controllo, impattando sulla città.
Il 14 e il 25 maggio 1944 il campo subì pesanti bombardamenti da parte delle forze aeree alleate; reso nuovamente agibile, l'aeroporto non raggiunse mai la piena operatività.
Nel marzo del 1945, in seguito alla ritirata dell'esercito tedesco, dovuta all'avanzare delle forze alleate che oramai erano in procinto di superare la linea gotica, un reparto di artificieri della Wehrmacht minò le strutture dell'aeroporto, distruggendolo completamente. 
Nel marzo del 1952 l'Aeronautica Militare cominciò i lavori di ricostruzione dell'aeroporto. Esso venne poi saltuariamente utilizzato come base di addestramento, finché, nell'ottobre del 1963, vi fu trasferito il 155º Gruppo della 6ª Aerobrigata.
L'anno successivo vi fu istituito il comando Base Aerea di Piacenza.
Il 1º aprile 1967 fu costituito il 50º Stormo Caccia Bombardieri, dotato dei monomotori a getto Republic F-84 Thunderjet, velivolo utilizzato fino all'inizio degli anni settanta, quando venne sostituito dai caccia Lockheed F-104 Starfighter.
Il 12 ottobre 1973 il 50º Stormo fu collocato in posizione quadro e nella Base venne costituito il Comando Aeroporto di Piacenza.
Il 1º novembre 1988 lo Stormo fu riattivato e dotato dei caccia multiruolo Panavia Tornado.
Dagli anni 2000 l'aeroporto è stato oggetto di accese discussioni presso la comunità locale sulla valutazione di trasformazione in scalo civile in caso di diversa dislocazione del 50º Stormo, dislocazione che è avvenuta il 14 settembre 2016 con la soppressione dello Stormo e la costituzione del Comando Aeroporto Piacenza.
Nel maggio del 2017 il Sottosegretario di Stato alla Difesa comunica alla provincia di Piacenza che «è previsto che alla data del 30 giugno, l'aeroporto di Piacenza assuma la configurazione di "distaccamento aeronautico", con la conseguente dismissione dei servizi aeroportuali e la cessazione delle attività di volo, se non per attività sporadiche ed emergenziali.».
Con notam M3784/17, valido dal 1/9/2017 al 17/10/2017, le autorità aeronautiche hanno comunicato la chiusura dell'aeroporto e la sospensione dei relativi servizi aeroportuali. Con notam A5537/17 e A5538/17 è disposto il declassamento dello spazio aereo posto a protezione dell'aerodromo, rispettivamente ATZ (Zona di traffico aeroportuale) e CTR (zona di controllo di avvicinamento), alla classe G, ovvero spazio aereo non controllato, con la relativa cessazione dei servizi di controllo del traffico aereo da e per l'aeroporto.
Dal 13 giugno al 17 giugno 2022, l'aeroporto è stato impiegato per lo svolgimento di un'importante esercitazione interforze, denominata "Grifone 2022", che ha coinvolto 14 velivoli delle Forze Armate e dei Corpi dello Stato (quali Esercito, Marina, Aeronautica, Carabinieri, Polizia di Stato, Guardia di Finanza e Corpo nazionale dei vigili del fuoco), con la partecipazione dell’Ejército del Aire y del Espacio.
In data 18 settembre 2022 era inizialmente prevista una esibizione della pattuglia acrobatica delle Frecce Tricolori; tuttavia, la manifestazione non è stata organizzata in quanto, essendo previsto per legge l'assegnazione della gestione della manifestazione ad un aeroclub, non si è trovato nessun aeroclub disposto a gestire la manifestazione.
Attualmente presso il distaccamento aeroportuale di San Damiano, che viene utilizzato per funzioni logistiche, è presente il Nucleo Valorizzazione Patrimonio Storico Aeronautico presso il quale vengono svolte attività di restauro e ripristino in condizioni di volo di velivoli storici. Al riguardo, a partire dal 2020, è stato ripristinato in condizioni di volo un Fiat G.91,MM6305, nella versione R/1A, di proprieta' privata, impiegato durante la sua vita operativa presso il 51° Stormo, il 2° Stormo ed il 32° Stormo e verniciato per l'occasione (Centenario dell'Aeronautica Militare) con l'ultima livrea utilizzata dalle Frecce Tricolori negli anni 80 e dedicata al pilota Gian Battista Molinaro. Il velivolo ha poi partecipato alla manifestazione tenutasi per il centenario dell'Aeronautica militare italiana presso l'aeroporto di Pratica di Mare.
Attualmente è in fase di valutazione il programma dei prossimi lavori di ripristino aeronavigabilita' di alcuni dei velivoli storici in dotazione alla stessa Aeronautica Militare.